# جون روبسون (سياسي)
جون روبسون هو صحفي وسياسي كندي، ولد في 14 مارس 1824 في كندا، وتوفي في 29 يونيو 1892 في لندن في المملكة المتحدة. انتخب Premier of British Columbia ‏ (2 أغسطس 1889 – 29 يونيو 1892).